# Deșertul Lop Nor
Deșertul Lop Nor  (chin. 罗布沙漠, Luóbù Shāmò, uigur: ‏لوپنوُﺭ چۆلى‎, Lopnur Tshöli)  este situat în bazinul Tarim, regiunea Xinjiang, China. Deșertul se întinde pe o suprafață de ca. 47.000 km2.  

## Așezare
Deșertul se află într-un bazin, alcătuit din roci sedimentare care datează din pliocen, prin mișcări tectonice stratul sedimentar s-a scufundat în partea de răsărit formându-se o ruptură tectonică între Taklamakan și deșert. Prin deșert curgeau în trecut curgeau până în anul 1971, spre sud râurile Tărîm și Konqi, după care au secat. Pe albia lor se află azi în vestul deșertului, șoseaua 218 care leagă  Korla cu Qakilik. Deșertul este mărginit la nord de Munții Kuruktag, la est de Munții Băi-Shan, iar la sud de Valea Aqikkol, și dunele de nisip Kumtag. Partea vestică a deșertului este un deșert nisipos, cea estică este un deșert sărat cu Yardangs. Deșertul sărat se află într-o depresiune, care până în anul 1971 era un lac sărat. În sudul deșertului se află lacurile sărate  Karakoshun și Taiterma. Populația autohtonă uigura relatează că în apropierea zonei unde s-au făcut teste la suprafață cu arme nucleare, au apărut în partea de sud-vest a regiunii Xinjiang, boli necunoscute, care ar fi probabil cauza creșterii cantității de radiații din regiune..